# 1930년 FIFA 월드컵 결승전
1930년 FIFA 월드컵 결승전(스페인어: Final de la Copa Mundial de Fútbol de 1930)은 1930년 FIFA 월드컵의 우승자를 가리기 위해 1930년 7월 30일에 몬테비데오의 센테나리오 경기장에서 치러진 축구 경기이다. 1930년 FIFA 월드컵이 최초의 FIFA 월드컵인 관계로 이 경기도 자연스럽게 최초의 FIFA 월드컵 결승전이 되었으며, 개최국 팀인 우루과이와 남미의 강호 아르헨티나가 격돌하게 됨으로써 사상 최초의 남미 국가대표팀 간 결승전이 되었다.
경기 결과 우루과이가 아르헨티나를 4 – 2로 제압하고 초대 월드컵 우승 팀이 되었다.

## 결승 진출 과정
| 팀         | 경기 | 승 | 무 | 패 | 득 | 실 | 골득실 | 승점 |
| ---------- | ---- | -- | -- | -- | -- | -- | ------ | ---- |
| 아르헨티나 | 3    | 3  | 0  | 0  | 10 | 4  | +6     | 6    |
| 칠레       | 3    | 2  | 0  | 1  | 5  | 3  | +2     | 4    |
| 프랑스     | 3    | 1  | 0  | 2  | 4  | 3  | +1     | 2    |
| 멕시코     | 3    | 0  | 0  | 3  | 4  | 13 | −9     | 0    |

| 팀       | 경기 | 승 | 무 | 패 | 득 | 실 | 골득실 | 승점 |
| -------- | ---- | -- | -- | -- | -- | -- | ------ | ---- |
| 우루과이 | 2    | 2  | 0  | 0  | 5  | 0  | +5     | 4    |
| 루마니아 | 2    | 1  | 0  | 1  | 3  | 5  | −2     | 2    |
| 페루     | 2    | 0  | 0  | 2  | 1  | 4  | −3     | 0    |

## 축구공 사용 문제
당시에는 각 국가마다 축구공의 규격이 천차만별이었으며, 월드컵 공인구라는 개념조차도 존재하지 않았다. 때문에 경기마다 서로 다른 규격의 공들이 사용되었다. 이는 준결승전까지는 별로 문제가 되지는 않았으나, 막상 결승전에 이르자 우승에 대한 양 팀의 열망 때문에 경기가 시작되기도 전에 서로 자기네 나라의 공을 사용하겠다고 승강이를 벌였다. 결국 두 가지의 공을 전반과 후반에 나누어 쓰기로 합의를 봤는데, 추첨 결과 전반전은 아르헨티나제 축구공을, 후반전은 우루과이제 축구공을 쓰기로 결정되었다.
당시 사용된 두 가지 공은 아래와 같다.
| 전반전              | 후반전            |
| ------------------- | ----------------- |
|                     |                   |
| 아르헨티나제 축구공 | 우루과이제 축구공 |

## 경기 결과
| 우루과이                                              | 4 – 2  | 아르헨티나                  |
| ----------------------------------------------------- | ------ | --------------------------- |
| 도라도 12′ · 세아 57′ · 이리아르테 68′ · 카스트로 89′ | 리포트 | 페우세예 20′ · 스타빌레 37′ |

| 우루과이 | 아르헨티나 |

| GK              |  | 엔리케 바예스트레로    |
| RB              |  | 호세 나사시 (주장)     |
| LB              |  | 에르네스토 마스체로니  |
| RH              |  | 호세 레안드로 안드라데 |
| CH              |  | 로렌소 페르난데스      |
| LH              |  | 알바로 헤스티도        |
| OR              |  | 파블로 도라도          |
| IR              |  | 엑토르 스카로네        |
| CF              |  | 엑토르 카스트로        |
| IL              |  | 페드로 세아            |
| OL              |  | 산토스 이리아르테      |
| 감독            |  |                        |
| 알베르토 수피시 |  |                        |

| GK                                        |  | 후안 보타소             |
| RB                                        |  | 호세 데야 토레          |
| LB                                        |  | 페르난도 파테르노스테르 |
| RH                                        |  | 후안 에바리스토         |
| CH                                        |  | 루이스 몬티             |
| LH                                        |  | 페드로 수아레스         |
| OR                                        |  | 카를로스 페우세예       |
| IR                                        |  | 프란시스코 바라요       |
| CF                                        |  | 기예르모 스타빌레       |
| IL                                        |  | 마누엘 페레이라 (주장)  |
| OL                                        |  | 마리오 에바리스토       |
| 감독                                      |  |                         |
| 프란시스코 올라사르, 후안 호세 트라무톨라 |  |                         |

| 부심: 울리세스 사우세도 앙리 크리스토프 |

## 같이 보기
- 아르헨티나의 FIFA 월드컵 성적
- 우루과이의 FIFA 월드컵 성적